# Rock Creek (Clear Creek)
Der Rock Creek (engl. für „Felsen-Bach“) ist ein 27 km langer linker Nebenfluss des Clear Creek im zentralen Norden des US-Bundesstaates Wyoming am Ostrand der Bighorn Mountains. Der Rock Creek liegt im Einzugsgebiet des Powder River, der in den Yellowstone River fließt.

## Flusslauf
Die Quellflüsse des Rock Creek entspringen in der Rock Creek Roadless Area im Osten der Bighorn Mountains. Der Rock Creek entsteht durch Zusammenfluss von North Rock Creek und South Rock Creek. Der Rock Creek fließt in überwiegend ostsüdöstlicher Richtung und mündet nordöstlich von Buffalo nahe der Interstate 90 in den Clear Creek.

## Wildnisausweisung
Der United States Forest Service empfahl das Rock Creek-Gebiet in seinem überarbeiteten Land- und Ressourcenmanagementplans von 2005 zur Ausweisung als eine Wilderness Area. Als die Kongressabgeordnete Cynthia Lummis nach ihrer Position in Bezug auf die Empfehlung gefragt wurde, das Rock Creek Roadless Area als Wildnis auszuweisen, erklärte sie, dass sie die Entscheidungen des örtlichen Johnson County Commissioners unterstützen würde. Am 16. März 2010 beantragte Albert L. „Smokey“ Wildeman die Verabschiedung der Resolution N° 399 gegen den Vorschlag zur „Wilderness Designation“ im Rock-Creek-Gebiet. Delbert Eitel unterstütze diese und der Antrag wurde angenommen.